# 인민의 명의
《인민의 명의》(중국어 간체자: 人民的名义, 정체자: 人民的名義, 병음: Rén mín de míng yì 런민더밍이[*], In the Name of People 인 더 네임 오브 피플[*]) 또는 《인민적명의》는 중국의 텔레비전 드라마이다.

## 등장 인물

### 주요 인물
- 루이 (陆毅) : 허량핑 (侯亮平) 역
- 오강 (吴刚) : 리캉다 (李达康) 역
- 장지견 (张志坚) : 가오위량 (高育良) 역
- 장펑이 (张丰毅) : 사루이진 (沙瑞金) 역
- 허아군 (许亚军) : 치퉁웨이 (祁同伟) 역
- 커란 (柯蓝) : 루이커 (陆亦可) 역
- 후징 (胡静) : 가오샤오친/가오샤오펑 (高小琴/高小凤) 역
- 이건의 (李建义) : 지창밍 (季昌明) 역
- 정해봉 (丁海峰) : 자오둥라이 (赵东来) 역
- 바이즈디 (白志迪) : 천옌스 (陈岩石) 역
- 왕리윈 (王丽云) : 왕푸전 (王馥真) 역
- 자오쯔치 (赵子琪) : 중샤오아이 (钟小艾) 역
- 장카이리 (张凯丽) : 우후이펀 (吴惠芬) 역
- 후용 (侯勇) : 자오더한 (赵德汉) 역
- 도혜민 (陶慧敏) : 량루 (梁璐) 역
- 가오야린 (高亚麟) : 류신젠 (刘新建) 역
- 펑레이 (冯雷) : 자오루이룽 (赵瑞龙) 역

### 다풍 집단(大风集团)
- 잔시린 (张晞临) : 차이청궁 (蔡成功) 역
- 이광복 (李光复) : 정시포 (郑西坡) 역
- 왕시 (王晞) : 마원밍 (马文明) 역
- 리웨정 (李学政) : 왕원거 (王文革) 역
- 장이단 (张艺丹) : 탕청란 (汤成兰) 역
- 왕젠빙 (王建兵) : 유루이싱 (尤瑞星) 역
- 칸번번 (阚犇犇) : 정첸 (郑乾) 역
- 리신웨 (李昕岳) : 장바오바오 (张宝宝) 역